# ゲーム音楽の作曲家一覧

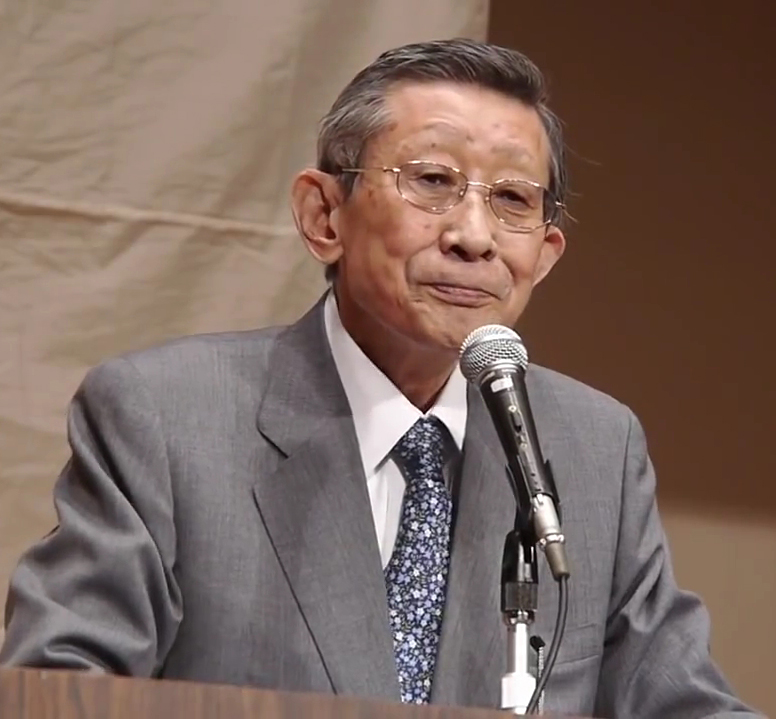
日本の有名なゲームミュージックの製作者・すぎやまこういち（故人）

ゲーム音楽の作曲家一覧（ゲームおんがくのさっきょくかいちらん）は、ゲームミュージックの作編曲をしている人物・団体の一覧。
括弧内は別名義。

## 個人

### あ行
- 会田敏樹
- 相原隆行 (John、J99)
- あおい吉勇
- 青木秀仁
- 青木征洋 (Godspeed)
- 青木森一
- 青木佳乃
- 青木諒
- 秋田真典
- あさき
- 浅倉大介 (access)
- 朝倉紀行
- 浅田靖
- 浅野隼人
- 朝日温子
- 浅見祐一 (U1)
- 安達昌宣
- 足立美奈子
- あたらし（アタラシ日記）
- 阿知波大輔
- アッチョリケ
- 安倍栄基
- 阿部公弘
- 阿部隆人
- 阿保剛
- 天宅しのぶ
- 荒川美恵
- 荒芳樹（ARA）
- 安瀬聖
- 安藤童太
- 安藤浩和
- 安藤まさひろ
- 飯吉新 (S.S.D.FANTASICA)
- 井内竜次
- 碇子正広
- 池毅
- 池上正
- 諫山亘秀
- 石川修 (kaos)
- 石川哲彦 (LindaAI-CUE)
- 石川こずえ
- 石川淳
- 石川貴之 (dj TAKA)
- 石川三恵子
- 石村睦
- 石元丈晴
- 石渡太輔
- イズタニタカヒロ
- 泉陸奥彦
- 泉谷雅樹
- 伊勢聡
- 一之瀬剛
- 伊藤明日香
- いとうけいすけ
- 伊藤賢治
- 伊藤翼
- 伊藤二三雄
- 伊師正好（CHAMY.伊師）
- 稲毛謙介
- 井上志鈍 (SYDON)
- 井上拓 (Taku Inoue)
- 井上日徳
- 井上秀登
- 岩井隆之
- 岩井由紀
- 岩崎健一郎
- 岩崎琢
- 岩崎英則
- 岩崎正明
- 岩瀬立飛 (TAPPY)
- 岩田匡治
- 岩田恭明
- 岩垂徳行
- 岩月博之
- 岩本守弘
- 伊山達也 (Qrispy Joybox)
- 上田雅美
- 上高治己 (Jimmy Weckl)
- 上野圭市 (D.J.SWAN)
- 上野利幸（ゲヱセン上野）
- 上保徳彦 (Mr.BO)
- 上村建也
- 植松伸夫
- 植松斎永 (Yuei)
- 後田信二
- 内田智之 (Mr.T)
- 内堀彰 (GUHROOVY)
- 内山修作
- 梅垣ルナ
- 梅本竜
- 瓜田幸治
- 江原伸
- 江口貴勅
- ms-jacky
- 大内伸弘
- 大賀智章
- 大上昌子
- 大久保賢
- 大久保高嶺
- 大久保博
- 大熊謙一
- 大島ミチル
- 大友明日香
- 大谷智巳
- 大谷智哉
- 大津美紀
- 大成康二
- 大野木宜幸
- 大矢知恵
- 尾形雅史
- 小倉久佳 (OGR)
- 小沢純子
- 折戸伸治
- 岡田信弥
- 岡田徹
- 岡素世
- 岡部啓一
- 奥慶一
- 奥河英樹
- 尾崎裕一
- 小野秀幸
- 小畑幹
- 陳致逸

### か行
- 海田明里
- 角田利之 (L.E.D.)
- 景山将太
- 影山雅司
- 梶浦由記
- 梶原正裕 (KAJA)
- 春日沙樹
- 片岡嗣実
- 片岡真央
- 片山修志
- 加藤和彦
- 加藤恒太（たくまる）
- 加藤あずさ
- 金崎猛
- 金指英樹
- 兼岡行男
- 金子剛
- 金子智充
- 兼田潤一郎
- 金田充弘
- 鎌田裕貴
- 鎌谷千佳子
- 神尾憲一
- 上倉紀行
- 上西泰史
- 神谷智洋
- 辛島純子 (jun)
- 川上泰広
- 川口博史（HIRO師匠）
- 川越康弘
- 川嶋文明
- 川田宏行
- 河本圭代
- 川元義徳
- 河盛慶次
- 菅野よう子
- 菊田裕樹
- 菊池幸範（greAir グリエア）
- 橘田拓人
- 絹川唯史
- 木村雅彦
- 清田愛未
- 桐岡麻季
- 草野洋秋
- 葛目将也
- 工藤ともり (ACE)
- 工藤吉三
- 国吉良一
- 国本剛章
- 久保田修
- 久米由基 (Q-Mex)
- 倉持武志
- 黒沢ダイスケ (96)
- 黒光雄輝 (PINK PONG)
- 桑原理一郎
- 慶野由利子
- 神前暁
- 神津裕之
- 甲田雅人
- 肥塚良彦
- 古賀博樹（ナヤ〜ン）
- 小塩広和（COSIO）
- コモエスタ東戸塚
- 古代祐三 (YK-2)
- 小高直樹
- 小林啓樹
- 小林透
- 小林秀聡
- 小林美代子
- 小林裕
- 小林浩治
- 小渕世子
- 小堀修一 (kobo)
- 小室哲哉 (TM NETWORK)
- 小谷野謙一
- 近藤浩治
- 近藤嶺
- 今野茂治

### さ行
- 斎藤広祐 (kors k)
- 齋藤博人
- 斎藤学
- 斎藤幹雄（メタルユーキ）
- 斉藤康仁
- 佐伯茂治（ショッチョー）
- 三枝成彰
- 境亜寿香
- 酒井省吾
- 坂上登
- 榊原琢アイザック (TaQ)
- 坂口由洋
- 坂本英城
- 坂本志崇
- 坂本龍一
- 崎元仁 (YmoH.S)
- 櫻井えり子（トリ音）
- 桜井紗良
- 桜井零士 (Ray-Zy)
- 桜庭統
- 佐久間彩 (Aya)
- 迫田敏明
- 笹井隆司
- 笹川敏幸
- 佐々木筑柴
- 佐々木朋子（ササキトモコ）
- 佐々木宏人
- 佐々木博史
- 流石野孝
- 佐宗綾子 (sampling masters AYA)
- 禎清宏
- 佐藤真一郎
- 佐藤天平
- 佐藤直之（猫叉Master）
- 佐藤仁美
- 佐野朋子
- 佐野信義（佐野電磁・sanodg）
- 澤和雄
- 澤田朋伯
- 澤野弘之
- 山藤武志 (SHANT)
- 椎名豪
- 椎葉大翼
- 志緒川洋平
- 塩生康範
- 塩田信之 (EDEN・SHIOCHAN)
- 渋谷道玄
- 志方あきこ
- 志倉千代丸
- 柴田徹也
- 嶋倉一朗
- 嶋崎聡 (SINEWAVE)
- 清水達也 (Tatsh)
- 清水洋平
- 下川直哉
- 下村陽子
- SHIN-KUN
- 荘司朗
- 庄司英徳
- 白川篤史（天門）
- 白津順子
- 神野貴志
- シン・マナヒロ
- 末村謙之輔
- 菅井健司
- 菅原幸枝
- 菅浩秋
- 杉本清隆
- 杉本雄（steμ）
- 杉山圭一
- すぎやまこういち
- 杉山将司
- 鈴木慶一
- 鈴木幸太
- 鈴木光人
- 鈴木陽子
- 須戸敏之
- ZUN
- 盛山浩一
- 関口和之 (サザンオールスターズ)
- 関戸剛 (PTA)
- 瀬津丸勝
- 妹尾和浩
- 瀬上純 (Crush 40)
- 瀬谷辰宇
- せんたろ
- 千本松仁
- 祖堅正慶
- 宗野晴彦

### た行
- DYES IWASAKI（FAKE TYPE.）
- 高木正彦 (Mar.)
- 高添香織
- 高田雅史
- 高梨康治
- 高野充彦
- 高橋コウタ
- 高橋俊弥
- 高濱祐輔
- 高山博彦
- 滝本利昭
- TaQ
- 田口康裕 (TAG)
- 竹内出穂（沼田出穂）
- 竹内啓史 (KG TAKEUCHI)
- 武内基朗
- タケカワユキヒデ（ゴダイゴ）
- 竹ノ内裕治（TECHNOuchi）
- 竹原裕子
- 竹間淳
- 田崎寿子
- 田島勝朗
- 田島賢
- 多田彰文
- 立石孝
- 田中あや
- 田中勝己 (MIGHTY.K)
- 田中聖美
- 田中公平
- 田中敬一
- 田中しのぶ
- 田中宏和
- 田辺裕詞
- 田辺文雄
- 田畑浩志
- 田平一馬
- 玉山文人
- 谷岡久美
- 谷口博史
- 民宮淳子
- 田村信二
- 弾厚作（加山雄三）
- 丹野義昭
- 田村哲也 (dj REMO-CON)
- 多和田吏
- 多和田吉宏 (Jolly T)
- ＤＩＥ
- CHiCO (ACE)
- 千葉梓
- ちゃぺ (ChaPe)
- 塚原義弘
- 塚本雅信 (MATS)
- 九十九百太郎
- 辻横由佳
- 津田治彦
- つんく（シャ乱Q）
- 土屋暁
- 土屋昇平
- 土屋裕一
- 寺島里恵
- 寺田志保
- 寺田創一
- 遠山明孝
- 富樫則彦
- 床井健一
- 戸越まごめ
- 戸高一生
- 冨田朋也
- 戸田信子
- 戸部田英樹
- 豊田亜矢子
- 豊田竜行
- tororo

### な行
- Naoto
- 中潟憲雄
- 中河健
- 中川浩二
- 中川輝彦
- 中澤秀一郎 (SHU)
- 中嶋康二郎
- 中條謙自
- 永井一明 (PRO SUGAR)
- 長尾英之助
- 長尾優進
- 永田権太
- 永田大祐
- 中塚章人
- 中鶴潤一
- 中西哲一
- 長沼英樹
- 中野定博 (SADA)
- 仲野順也
- 中野テルヲ (Sonic Sky)
- 中野恭宏
- 中橋孝晃
- 中原龍太郎 (Ryu☆)
- 永松亮
- 中村圭三（地獄車中村）
- 中村康三 (Kozo Nakamura)
- 中村隆之
- 中村正人 (DREAMS COME TRUE)
- 南雲玲生 (dj nagureo)
- 並木晃一
- 並木学（さんたるる）
- 成田暁彦
- なるけみちこ
- 南波真理子
- 南部栄作
- 西浦智仁
- 西垣俊
- 西澤洋
- 西沢正明
- 西隆宏
- 西牧賢一
- 西村宜隆 (DJ Yoshitaka)
- 西村麻聡
- 新倉浩司
- 新田忠弘
- 貫田顕勇
- 根岸和也
- 根岸貴幸

### は行
- 蓜島邦明
- 芳賀敬太 (KATE)
- 羽毛田丈史
- 萩尾雅彦
- 橋本鍾愛
- 橋本彦士
- 橋本大樹
- 蓮谷通治
- 長谷川憲人
- 畑亜貴
- 幡手康隆
- 幡谷尚史
- 幡谷正彦
- 服部隆之
- 花岡拓也
- 羽田健太郎
- 馬場泰久
- 濱渦正志
- 浜口史郎
- はまたけし
- 濱田誠一
- 濱田智之
- 濱田弘之
- 濱野美奈子
- 濱本理央
- 早崎あすか（太田あすか）
- 林克洋（ファンキーK・H）
- 林康
- 葉山宏治
- 原伸幸
- 原田尚文
- 半澤一雄（半沢紀夫、NON）
- 坂東章平
- 阪東太郎
- 東野美紀
- 匹田健二
- 久石譲
- 日比野則彦 (GEM Impact)
- 平川晋太郎
- 平沢進
- 平澤創
- 平田祥一郎
- 平野義久
- 平野義人（関河義人）
- 弘田佳孝
- 広野智章
- 深見誠一
- 福井健一郎
- 福田淳
- 福田裕彦
- 福田康文
- 福山光晴
- 藤井志帆
- 藤井岳彦 (SLAKE)
- 藤井美苗 (OJALIN)
- 藤尾敦
- 藤岡央
- 藤門太郎
- 藤澤健至
- 藤田晴美
- 藤田靖明 (BUNBUN)
- 藤田裕行
- 藤森崇多 (Sota Fujimori)
- 藤原玲
- 藤枝亮平
- 船内秀浩
- 舟木智介 (TOMOSUKE)
- 船橋淳
- 古川竜也 (good-cool)
- 古川元亮
- 星恵太
- 星野康太
- 細井聡司
- 細谷晴夫
- 北海惣史郎
- 本田晃弘

### ま行
- 前沢秀憲（マイケル前沢）
- 前田龍之
- 前田尚紀 (NAOKI)
- 麻枝准
- 前野知常
- 前山田健一（ヒャダイン）
- 牧野忠義
- 牧野幸文
- 増田順一
- 益子重徳
- 増子司（増子津可燦）
- 増沢幹雄
- 増野宏之
- 増渕裕二
- 松浦雅也
- 松枝賀子
- 松岡耕平
- 松岡大祐
- 松岡博文
- 松尾早人
- 松下一也
- 松下寿志
- 松島剛史 (MATSUSHIMA)
- 松永政信
- 松平美奈子 (MINAKO)
- 松前公高
- 松前真奈美
- 松本達哉
- 真野誠（他一名）
- MANYO
- 右寺修 (Des-ROW)
- 水上浩介
- 水田直志
- 水谷郁
- 水谷広実
- 水月陵
- 水野裕之
- 324
- 三角由里（uRy）
- 溝口功
- 光田康典
- 光吉猛修
- 三留一純
- 南智紀 (BA.M)
- 峰岸透
- 蓑部雄崇
- 御守郁子
- 宮川泰
- 三宅優
- 宮路一昭
- 宮島律子
- 宮本昌知 (MIYAMO)
- 三輪学 (Manack)
- 見良津健雄 (Twin AmadeuS)
- 向谷実
- 村岡一樹
- 村崎弘史
- 目黒将司
- 本山明燮
- 本山淳弘
- 桃井聖司
- 森彰彦
- 森下弘生
- 森島大祐
- 諸田直久
- MONYONS

### や・ら・わ行
- 安井洋介
- 柳川和樹
- 矢野達也
- 矢野義人
- 八幡浩暢
- 山岡晃
- 山口綾子
- 山口優
- 山口裕史
- 山口真理 (MARI)
- 山崎憲司
- 山崎耕一 (RAM)
- 山崎慎一
- 山崎信明 (TAISHOW)
- 山下絹代（うえだきぬよ）
- 山下康介
- 山田一法
- 山田靖子 (Yasko)
- 山田泰正
- 山中季哉（やまなかとしや）
- 山中康央
- 山根一央（やまねかずなか）
- 山根ミチル
- 山本健司
- 山本健誌
- 山本節生
- 山本裕直
- 山本光男
- 弓削雅稔
- 横田聡 (DJ BOSS)
- 横田真人
- 吉田健志
- 吉田仁郎
- 吉田順一 (Zuniti)
- 吉田博昭
- 吉冨亮二
- 吉村政彦
- 与猶啓至（ヨナオケイシ）
- 米政美
- 米村高広
- 来兎（らいと）
- Revo（Linked Horizon）
- 六土開正
- 若井淑
- 脇田潤 (wac)
- WASi303
- 和田薫
- 和田貴史
- 渡辺寛太
- 渡辺大地 (PON)
- 渡辺哲存
- 渡部恭久 (Yack.)
- 渡邊里佳子
- 渡辺量
- 和田真奈美
- 和田由彦

### 海外
- デヴィッド・アーノルド
- マイケル・ベーコン
- ローン・バルフ
- ロビン・ビーンランド
- デヴィッド・バーガード
- アレキサンダー・ブランドン
- アリスター・ブリンブル
- ビル・ブラウン
- スチュワート・コープランド
- ジェームズ・ドゥーリー
- イーブリン・フィッシャー
- ティム・フォリン
- マット・ファーニス
- マイケル・ジアッキーノ
- ジェイソン・グレイヴズ
- ハリー・グレッグソン＝ウィリアムズ
- マーク・グリスキー
- ジェームズ・ハニガン
- スティーブ・ジャブロンスキー
- マイケル・ジャクソン
- リチャード・ジャック
- ジェイク・カウフマン
- グラント・カークホープ
- フランク・クレパッキ
- イェスパー・キッド
- クリストファー・レナーツ
- マイケル・マッキャン
- ピーター・マコーネル
- ネイザン・マクリー
- ジョエル・マクニーリー
- マーク・マザーズボー
- グレーム・ノルゲート
- マーティン・オドネル
- ウィニフレッド・フィリップス
- ロバート・プリンス
- ケヴィン・リープル
- マーク・ラザーフォード
- トム・サルタ
- マイケル・サルヴァトーリ
- ローレンス・シュウェドラー
- ジェレミー・ソウル
- グレン・スタッフォード
- トミー・タラリコ
- イェローン・テル
- ブライアン・タイラー
- マット・オールメン
- ジェフ・ヴァン・ダイク
- クリス・ヴレナー
- ジャック・ウォール
- デビッド・ワイズ
- ティム・ライト
- ロホン・ジリアニ
- ハンス・ジマー
- イノン・ツゥール
- スコット・ブラウン

## 団体
| - I've - 高瀬一矢 \| 中沢伴行 \| 井内舞子 \| C.G mix - Active Planets - ave;new - ALPH LYLA（旧名はアルフ・ライラ・ワ・ライラ） - ACE/ACE+ - 工藤ともり \| CHiCO - Elements Garden - 上松範康 \| 藤田淳平 \| 藤間仁 \| 菊田大介 - Angel Note - S.S.T.BAND - SNK新世界楽曲雑技団 - ZUNTATA - ゲーマデリック - コナミ矩形波倶楽部 - Tynwald music - Falcom Sound Team jdk - Funta - feel - Bongo 5 - 横田商会 - HoYoMix | - アクアプラス - アットチュード - 岡素世 - ATTIC - 中條謙自 \| 海田明里 - LMS Music - 田中勝己 - アンリミテッド・サウンド・プロジェクト - イマジン - キューブ - CRYSTA - 栗原務 \| 梅垣ルナ - Sound AMS - サウンドプレステージ - 高田雅史 - ZIZZ STUDIO - JOEDOWN - スーパースィープ - SUPA LOVE - 平田祥一郎 - スタジオカリーブ - 杉山圭一 \| 森田朋子 - スタジオカルナバル - ステラミュージック - 田中勝己 - ソリッドチューン - ターゲット・エンタテインメント - 高濱祐輔 - ツーファイブ - T's MUSIC - 近藤嶺 \| 濱田弘之 - Dimension Cruise - 和田貴史 - デザインウェーブ - 森敦史 \| 甲田雅人 - デルファイサウンド - テンペストスタジオ - 稲毛謙介 - ネクスターク - ノイジークローク - ピュアサウンド - 5pb.（MAGES.） - ブレインストーム - プロキオン・スタジオ - ベイシスケイプ - マニュアル・オブ・エラーズ・アーティスツ - MONACA - ミュージックワークス - 小林浩治 \| 本田裕一郎 \| 大野裕己 - ユニークノート - ライトトラックス - 菊地智敦 - リバース - 江口貴勅 |